# Плесьна (Малопольське воєводство)
Плесьна (пол. Pleśna) — село в Польщі, у гміні Плесьна Тарновського повіту Малопольського воєводства.
Населення — 2007 осіб (2011).
У 1975-1998 роках село належало до Тарновського воєводства.

## Демографія
Демографічна структура станом на 31 березня 2011 року:
|          | Загалом | Допрацездатний вік | Працездатний вік | Постпрацездатний вік |
| -------- | ------- | ------------------ | ---------------- | -------------------- |
| Чоловіки | 992     | 206                | 693              | 93                   |
| Жінки    | 1015    | 217                | 592              | 206                  |
| Разом    | 2007    | 423                | 1285             | 299                  |